# جون تشيبمان غراي
جون تشيبمان غراي (بالإنجليزية: John Chipman Gray)‏ هو كاتب أمريكي، ولد في 14 يوليو 1839 في Brighton, Boston ‏ في الولايات المتحدة، وتوفي في 25 فبراير 1915 في بوسطن في الولايات المتحدة.